# Aigne
Aigne é uma comuna francesa na região administrativa de Occitânia, no departamento de Hérault. Estende-se por uma área de 10,94 km². Em 2010 a comuna tinha 276 habitantes (densidade: 25,2 hab./km²).